# 開析

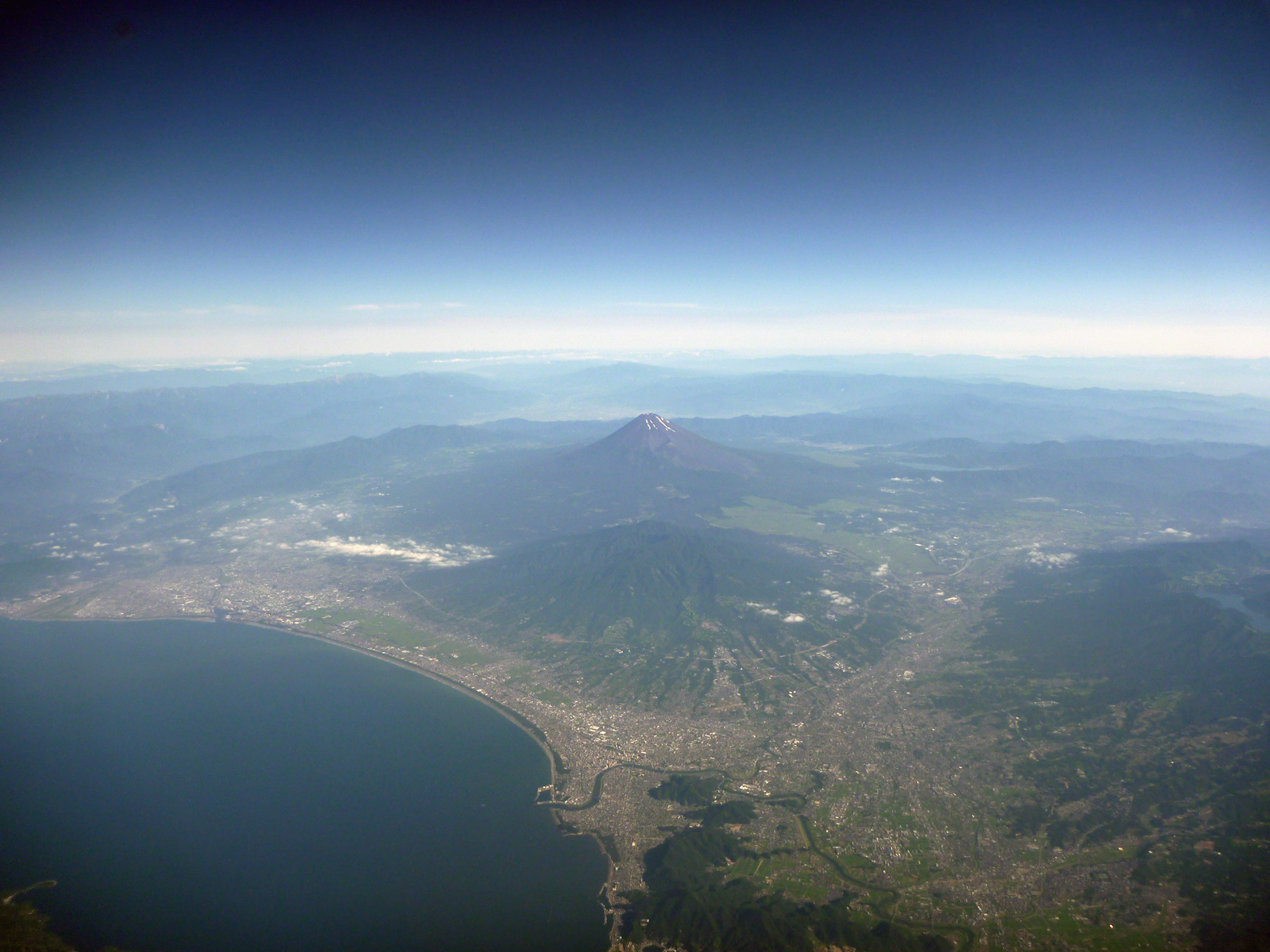
参考例：富士山と愛鷹山
手前の愛鷹山もかつて富士山と同様に、成層火山の典型的な形をしていたが、開析が進み現在の形になったとされる。

開析（かいせき、英: dissection）とは、一定の連続性を有していた地形面が、侵食などの影響により多くの谷が形成され、地形面が細分化される事象。連続した地形面が短時間に形成される断層地形や火山地形に特に意味を持つ。

## 概説
形成されたばかりの断層崖や成層火山においては、侵食活動の影響は非常に少なく、開析度は低い。時間が経過するにつれ、浸食を受け地形面が開析されていくこととなる。開析が進むほど、地形面に刻まれた谷は大きくなり、その数も多くなる。原地形面は、細分化され、小さくなっていく。このため、逆に開析度が高いものは原地形形成後、時間が経過したことを示している。原地形面が残された尾根部分をつなぎ合わせることにより、原地形を図上で復元できる。
開析の開始は、断層活動や火山活動により地形が形成されたことのほか、侵食基準面の変動による回春や気候変動による降水量などの変化があげられる。